# Скалово (Владимирская область)
Скалово — деревня в Селивановском районе Владимирской области России, входит в состав Волосатовского сельского поселения.

## География
Деревня расположена в 14 км на юго-запад от центра поселения посёлка Новый Быт и в 18 км на запад от райцентра рабочего посёлка Красная Горбатка.

## История
В конце XIX — начале XX века деревня входила в состав Тучковской волости Судогодского уезда, с 1926 года — в составе Дубровской волости Муромского уезда. В 1859 году в деревне числилось 28 дворов, в 1905 году — 52 двора, в 1926 году — 97 дворов.
С 1929 года деревня являлась центром Скаловского сельсовета Селивановского района, с 1979 года — в составе Копнинского сельсовета, с 2005 года — в составе Волосатовского сельского поселения.

## Население
| 1859 | 1905 | 1926 | 2002 | 2010 | 2021 |
| ---- | ---- | ---- | ---- | ---- | ---- |
| 212  | ↗381 | ↗497 | ↘70  | ↘39  | ↘38  |